# 圈養

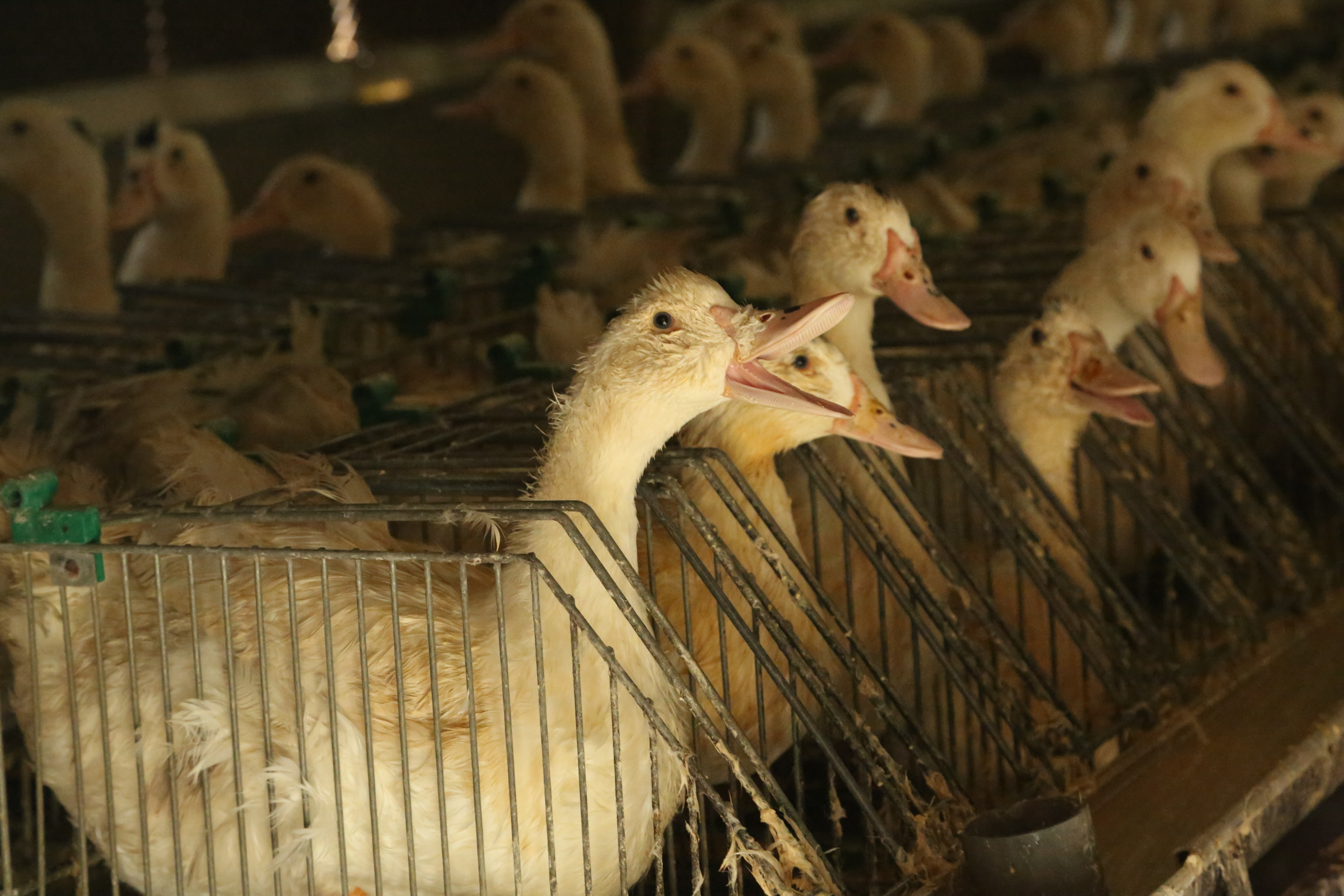
圈養的家禽

圈養就是將動物圍在固定的場所人工飼養，它是與天然放牧和野生相對。圈養活動在人類社會中行之已久，主要是在畜牧養殖方面被大量使用，另外也在動物園等類似領域被使用。

## 圈養動物的行為
被圈養的動物有時會出現異常行為。
一種異常行為被稱作「Stereotypy」，即重複和明顯無目的的運動行為，例子包括原地兜圈、自我傷害和過度自我梳理等。 這些行為與壓力和缺乏刺激有關。 表現出這種症狀的動物往往患有動物精神疾病。 許多圈養者試圖引入刺激來防止或減少此類問題，這個過程被稱為行為豐富化（英語：Behavioral enrichment），目標是使環境更加複雜和流動，提供更引人入勝和複雜的行為環境，並讓被圈養動物有更多機會做出決定。
另一種異常行為是自我傷害行為（SIB），指的是任何涉及咬、抓、打自己身體，或拔頭髮和戳眼睛之類的行為，這些行為可能會導致其受傷。 儘管根據報告之發病率很低，但在一系列靈長目物種中觀察到自殘行為，特別是當它們在嬰兒期經歷社會孤立時可能會咬自己的身體—通常是手臂、腿、肩膀或生殖器。 威脅性咬傷包括咬自己的身體—通常是手、手腕或前臂—同時以威脅的方式盯著觀察者、同物種個體或鏡子。自我打擊涉及在身體的任何部位敲打自己。 戳眼是一種行為（在靈長目動物中廣泛觀察到），將指關節或手指壓入眼窩上方凹陷處。 拔毛是一種用手或牙齒在自己頭髮上摩擦的抽搐動作，導致過度去除毛髮。
自殘行為的近端（直接）原因已在圈養靈長目動物中被廣泛研究；社會或非社會因素都可以觸發此類行為。 社會因素包括群體構成的變化、壓力、與群體的分離、其他群體成員的接近或攻擊、附近的同物種雄性個體、與雌性個體的分離，以及從群體中分離。 社交孤立，特別是幼年受撫育經驗的中斷，是一個重要的風險因素。 研究表明，儘管被母親撫養過的恆河猴仍表現出一些自我傷害行為，圈養且沒被母親撫養過之恆河猴更可能自我虐待。 非社會因素包括小傷口或刺激物、寒冷天氣、人類接觸等，例如，一項研究表明，動物園遊客密度與大猩猩撞擊屏障的數量呈正相關，而動物園遊客密度低導致大猩猩的行為更輕鬆。 圈養的動物往往無法逃避公眾的關注和破壞，這種缺乏環境控制造成的壓力可能會導致自我傷害行為的增加。
研究表明，許多異常行為，包括自我傷害行為，可以藉由成對生活成功治療。成對生活為先前獨居的動物提供了社會伴侶，這種方法對靈長目動物特別有效。